# Perilimicron alticolator
Perilimicron alticolator är en stekelart som beskrevs av Aubert 1989. Perilimicron alticolator ingår i släktet Perilimicron och familjen brokparasitsteklar. Inga underarter finns listade i Catalogue of Life.